# Municipio de Williams (condado de Kidder)
El municipio de Williams (en inglés: Williams Township) es un municipio ubicado en el condado de Kidder en el estado estadounidense de Dakota del Norte. En el año 2010 tenía una población de 15 habitantes y una densidad poblacional de 0,16 personas por km².

## Geografía
El municipio de Williams se encuentra ubicado en las coordenadas 46°55′45″N 99°29′24″O / 46.92917, -99.49000. Según la Oficina del Censo de los Estados Unidos, el municipio tiene una superficie total de 93.85 km², de la cual 87,56 km² corresponden a tierra firme y (6,7 %) 6,29 km² es agua.

## Demografía
Según el censo de 2010, había 15 personas residiendo en el municipio de Williams. La densidad de población era de 0,16 hab./km². De los 15 habitantes, el municipio de Williams estaba compuesto por el 100 % blancos. Del total de la población el 0 % eran hispanos o latinos de cualquier raza.